# Трістан Томпсон
Трістан Тревор Джеймс Томпсон (англ. Tristan Trevor James Thompson; нар. 13 березня 1991, Торонто, Онтаріо, Канада) — канадський професіональний баскетболіст, важкий форвард і центровий. Гравець національної збірної Канади. Чемпіон НБА 2016 року.

## Ігрова кар'єра

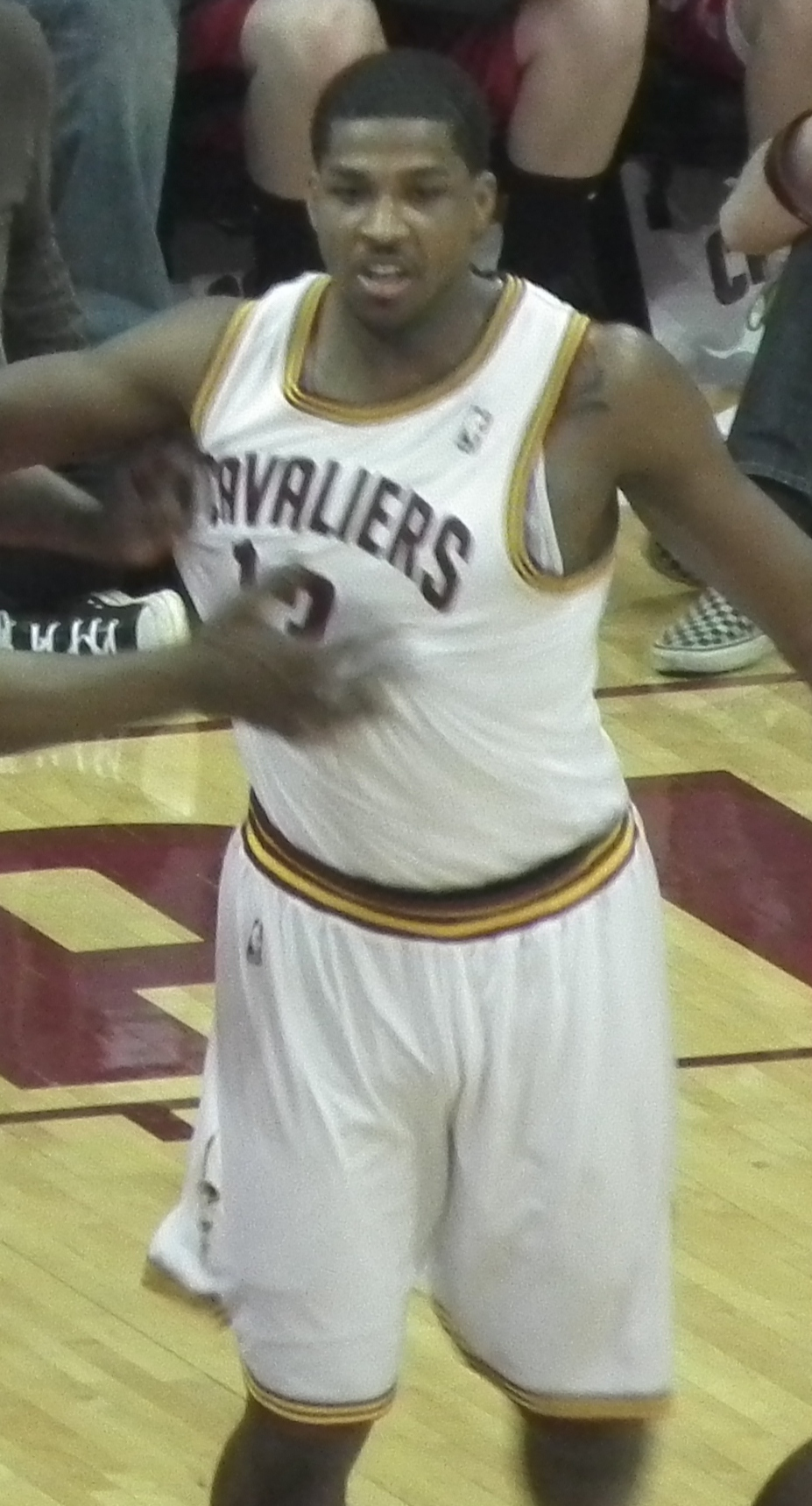
Томпсон у 2012 році

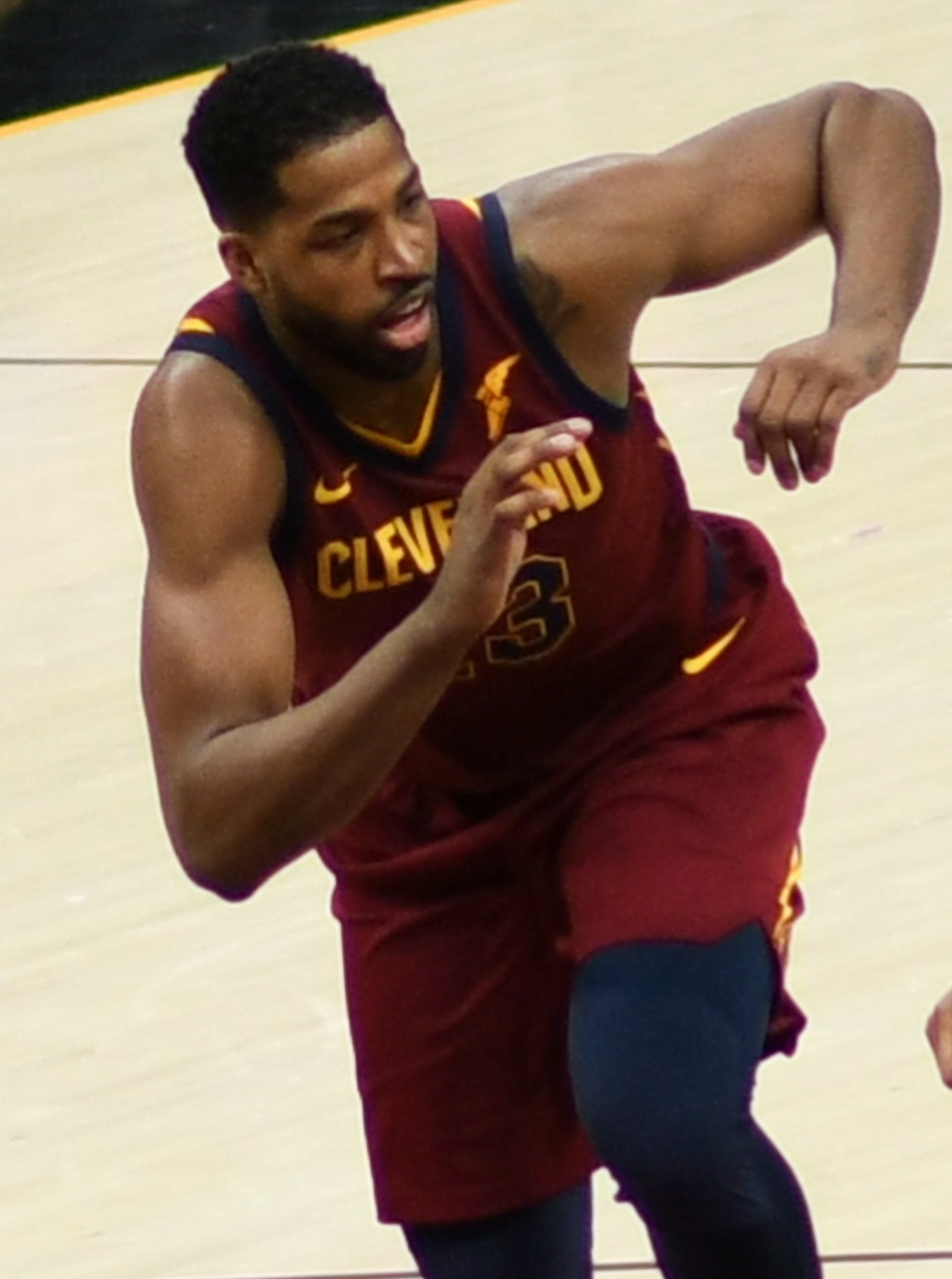
Томпсон у грі за «Клівленд», 2018

Починав грати в баскетбол за команду Гендерсонської старшої школи (Гендерсон, Невада). Разом з нею виграв чемпіонат США та вважався одним з найперспективніших баскетболістів у США свого року. На університетському рівні грав за команду Техас (2010—2011). Там набирав в середньому 13,1 очка за 7,8 підбирання за гру.
2011 року був обраний у першому раунді драфту НБА під загальним 4-м номером командою «Клівленд Кавальєрс». На той момент це був найвищий драфт-пік, під яким вибирали канадця, поки в 2013 та 2014 Ентоні Беннетт та Ендрю Віггінс не були вибрані під першими номерами. Через локаут у сезоні 2011—2012 підписав контракт з «Клівлендом» лише 9 грудня. 2012 року разом з партнером по команді Кайрі Ірвінгом був запрошений для участі у зірковому вікенді на матч новачків ліги та другорічок. Більшу частину дебютного сезону виходив на майданчик з лавки запасних. Проте 18 березня вийшов у старті на матч проти «Атланта Гокс» та набрав 27 очок і 12 підбирань. Після цього дограв решту сезону граючи зі стартових хвилин. За підсумками сезону був включений до другої збірної новачків.
У сезоні 2012—2013 встановив рекорд франшизи за кількістю підбирань в атаці за один сезон — 306, таким чином обійшовши за цим показником Жидрунаса Ілгаускаса, який зібрав 299 відскоків в атаці у сезоні 2004—2005. Загалом взяв участь у всіх 82 матчах сезону, які провів зі стартових хвилин, та в яких набирав 11,7 очка та 9,4 підбирання.
Наступного сезону набирав 11,7 очка та 9,2 підбирання, що було майже ідентично попередньому.
Наступного сезону 2014—2015 виходив на майданчик переважно з лавки запасних, так як «Клівленд» придбав двох зірок-форвардів Леброна Джеймса та Кевіна Лава. З їх допомогою Клівленд вийшов до плей-оф вперше з 2010 року. У першому раунді Лав отримав травму, тому Томпсон його замінював. Таким чином він допоміг команді дійти до фіналу НБА, де його команда поступилася «Голден-Стейт Ворріорс».
22 жовтня 2015 року підписав з клубом новий п'ятирічний контракт на суму 82 млн доларів. Протягом сезону ділив місце в основному складі з центровим Тимофієм Мозговим. 29 березня 2016 року зіграв за «Клівленд» свій 362-й матч поспіль, що стало рекордом франшизи. Допоміг команді дійти до фіналу НБА, де «Клівленд» взяв реванш за минулорічну поразку у «Голден-Стейт Ворріорс» та став чемпіоном.
26 грудня 2016 року зіграв свій 400-й матч поспіль у майці «Кавальєрс». 5 квітня 2017 року був змушений пропустити матч через травму, таким чином зупинившись на позначці 447 матчів поспіль. Разом з командою втретє поспіль пробився до фіналу НБА, де цього разу перемогу святкували «Голден-Стейт Ворріорс».
Наступного року пропустив багато матчів через травми. Проте допоміг команді пробитися до плей-оф, де «Клівленд» з Леброном Джеймсом на чолі дійшов до фіналу. Там «Кавальєрс» втретє поспіль зустрілися з «Голден-Стейт Ворріорс» та були розгромлені у серії з чотирьох матчів. Сам Томпсон отримав велику порцію критики від ЗМІ, оскільки він збирав менше підбирань, ніж розігруючий «Ворріорс» Стефен Каррі.
9 січня 2020 року в матчі проти «Детройта» набрав рекордні для себе 35 очок.
30 листопада 2020 року підписав контракт з «Бостон Селтікс».
7 серпня 2021 року перейшов до складу «Сакраменто Кінгз».
8 лютого 2022 року був обміняний до «Індіани».
19 лютого 2022 року підписав контракт з «Чикаго Буллз».

## Статистика виступів
| † | Позначає сезон, в якому Трістан Томпсон ставав чемпіоном НБА |

### Регулярний сезон
| Сезон             | Команда              | GP  | GS  | MPG  | FG%  | 3P%   | FT%  | RPG  | APG | SPG | BPG | PPG  |
| ----------------- | -------------------- | --- | --- | ---- | ---- | ----- | ---- | ---- | --- | --- | --- | ---- |
| 2011–12           | «Клівленд Кавальєрс» | 60  | 25  | 23.7 | .439 | .000  | .552 | 6.5  | .5  | .5  | 1.0 | 8.2  |
| 2012–13           | «Клівленд Кавальєрс» | 82  | 82  | 31.3 | .488 | .000  | .608 | 9.4  | 1.3 | .7  | .9  | 11.7 |
| 2013–14           | «Клівленд Кавальєрс» | 82  | 82  | 31.6 | .477 | .000  | .693 | 9.2  | .9  | .5  | .4  | 11.7 |
| 2014–15           | «Клівленд Кавальєрс» | 82  | 15  | 26.8 | .547 | .000  | .641 | 8.0  | .5  | .4  | .7  | 8.5  |
| 2015–16†          | «Клівленд Кавальєрс» | 82  | 34  | 27.7 | .588 | .000  | .616 | 9.0  | .8  | .5  | .6  | 7.9  |
| 2016–17           | «Клівленд Кавальєрс» | 78  | 78  | 29.9 | .600 | .000  | .498 | 9.2  | 1.0 | .5  | 1.1 | 8.1  |
| 2017–18           | «Клівленд Кавальєрс» | 53  | 22  | 20.2 | .562 | -     | .544 | 6.6  | .6  | .3  | .3  | 5.8  |
| 2018–19           | «Клівленд Кавальєрс» | 43  | 40  | 27.9 | .529 | -     | .642 | 10.2 | 2.0 | .7  | .4  | 10.9 |
| 2019–20           | «Клівленд Кавальєрс» | 57  | 51  | 30.2 | .512 | .391  | .615 | 10.1 | 2.1 | .6  | .9  | 12.0 |
| 2020–21           | «Бостон Селтікс»     | 54  | 43  | 23.8 | .518 | .000  | .592 | 8.1  | 1.2 | .4  | .6  | 7.6  |
| 2021–22           | «Сакраменто Кінгз»   | 30  | 3   | 15.2 | .503 | 1.000 | .533 | 5.4  | .6  | .4  | .4  | 6.2  |
| 2021–22           | «Індіана Пейсерз»    | 4   | 0   | 16.4 | .542 | —     | .375 | 4.5  | .5  | .0  | .5  | 7.3  |
| 2021–22           | «Чикаго Буллз»       | 23  | 3   | 16.3 | .565 | .000  | .542 | 4.7  | .6  | .5  | .3  | 5.7  |
| Усього за кар'єру | Усього за кар'єру    | 730 | 478 | 26.8 | .519 | .263  | .605 | 8.4  | 1.0 | .5  | .7  | 9.0  |

### Плей-оф
| Сезон             | Команда              | GP | GS | MPG  | FG%  | 3P%  | FT%  | RPG  | APG | SPG | BPG | PPG  |
| ----------------- | -------------------- | -- | -- | ---- | ---- | ---- | ---- | ---- | --- | --- | --- | ---- |
| 2015              | «Клівленд Кавальєрс» | 20 | 15 | 36.4 | .558 | .000 | .585 | 10.8 | .5  | .3  | 1.2 | 9.6  |
| 2016†             | «Клівленд Кавальєрс» | 21 | 21 | 29.6 | .527 | .000 | .575 | 9.0  | .7  | .4  | .9  | 6.7  |
| 2017              | «Клівленд Кавальєрс» | 18 | 18 | 31.2 | .587 | .000 | .667 | 8.3  | 1.4 | .5  | .7  | 8.2  |
| 2018              | «Клівленд Кавальєрс» | 19 | 11 | 21.9 | .590 | .000 | .741 | 5.9  | .6  | .1  | .4  | 6.2  |
| 2021              | «Бостон Селтікс»     | 5  | 5  | 26.4 | .588 | .000 | .706 | 9.8  | 1.0 | .8  | 1.2 | 10.4 |
| 2022              | «Чикаго Буллз»       | 5  | 0  | 7.6  | .400 | .000 | .000 | 1.6  | .4  | .2  | .0  | .8   |
| Усього за кар'єру | Усього за кар'єру    | 88 | 70 | 28.4 | .564 | .000 | .625 | 8.2  | .8  | .3  | .8  | 7.4  |

### Коледж
| Сезон   | Команда | GP | GS | MPG  | FG%  | 3P%  | FT%  | RPG | APG | SPG | BPG | PPG  |
| ------- | ------- | -- | -- | ---- | ---- | ---- | ---- | --- | --- | --- | --- | ---- |
| 2010–11 | Техас   | 36 | 34 | 30.7 | .546 | .000 | .487 | 7.8 | 1.3 | .9  | 2.4 | 13.1 |

## Виступи за збірну
На міжнародному рівні виступає за національну збірну Канади. 2013 року дебютував у її складі виступами на чемпіонаті Америки, де набирав 11,6 очок та 10 підбирань за гру.

## Особисте життя
Томпсон — найстраший з чотирьох синів Тревора та Андреї Томспонів, емігрантів з Ямайки.
2013 року заснував фонд Amari Thompson Fund, який співпрацює з організацією Epilepsy Toronto для боротьби з епілепсією. Фонд названий на честь молодшого брата Амарі, який хворіє на цю недугу.
У грудні 2016 року в Томпсона народився син Принс Трістан, матір'ю якого була колишня дівчина баскетболіста.
Згодом Томпсон почав зустрічатися з Хлої Кардаш'ян. У квітні 2018 року у пари народилась дівчинка Тру, проте в цей період також стало відомо, що Трістан зраджував Хлої, поки та була вагітною. У лютому 2019 року пара розійшлася. Влітку 2020 року пара знову зійшлася.
20 листопада 2020 року Томпсон отримав громадянство США.